# Grammia gibsoni
Grammia gibsoni là một loài bướm đêm thuộc phân họ Arctiinae, họ Erebidae.